# Дело Александрова и Ерофеева
Дело Александрова и Ерофеева — уголовный процесс по обвинению в преступлениях по части 2 статьи 28 и части 2 статьи 437 (ведение агрессивной войны или агрессивных военных действий, совершенное группой лиц по предварительному сговору), части 2 статьи 201 (контрабанда, совершенная группой лиц по предварительному сговору), части 1 статьи 263 (незаконный оборот оружия, совершенный группой лиц по предварительному сговору), части 2 статьи 332-1 (нарушение порядка въезда на временно оккупированную территорию Украины, совершенное группой лиц по предварительному сговору), части 1 статьи 258-3 (создание террористической группы или участие в ней, совершенное группой лиц по предварительному сговору), а также части 3 статьи 258 (террористический акт, совершенный по предварительному сговору группой лиц и повлёкший за собой гибель человека) Уголовного кодекса Украины, граждан Российской Федерации Александра Александрова и Евгения Ерофеева в связи с их участием в вооружённом конфликте на востоке Украины. 18 апреля 2016 года были приговорены к 14 годам лишения свободы, в мае были обменены на украинскую лётчицу Надежду Савченко.

## История
По версии украинской стороны, 16 мая 2015 года между 14 и 14-30 в ходе перестрелки перед мостом через реку Северский Донец, в паре километров от города Счастье Луганской области, бойцами 92-й бригады ВСУ были задержаны военнослужащие ГРУ РФ сержант Александр Александров и капитан Евгений Ерофеев из 3-й отдельной бригады спецназа в Тольятти,  действующие в составе диверсионно-разведывательной группы. В ходе задержания Ерофеев получил пулевое ранение в руку, раздробившее кость, Александров был ранен в ногу. Около 15:00 их передали врачам, к этому времени умер принимавший участие в задержании младший сержант Вооружённых сил Украины Вадим Пугачев. Украинские военные попытались преследовать российскую диверсионную группу (численность которой задержанные оценят в 14 человек), но попали под миномётный огонь.
17 мая 2015 года о попадании в плен двоих нападавших — военнослужащих российской диверсионно-разведывательной группы в соцсети Facebook сообщил боец украинского батальона «Айдар» Юрий Касьянов. Так же на брифинге в ЛуганскИнформЦентре первый заместитель командующего Народной милицией ЛНР Сергей Козлов сообщил что диверсионно-разведывательная группа ВСУ совершила нападение на наблюдательный пост, захватив в плен двух военнослужащих Народной милиции Республики. В тот же день Леонид Маслов на своей странице выложил видео допроса задержаных. Служба безопасности Украины в тот же день подтвердила факт задержания, назвав попавших в плен бойцами Главного разведывательного управления минобороны России, занимавшимися наблюдением за позициями ВСУ в районе Счастья. Вскоре Ерофееву и Александрову предъявлены официальные обвинения в терроризме, 22 мая суд Шевченковского района Киева арестовал их.

## Уголовный процесс
В ноябре 2015 года в Голосеевском райсуде Киева начался суд над Александровым и Ерофеевым. По уточнённым обвинениям украинской прокуратуры им инкриминировалось участие в террористической организации, террористическое нападение, убийство военного, незаконное ношение оружия и незаконное пересечение границы. Обвинение запросило для подсудимых по 15 лет заключения, сами они не признали себя виновными. Согласно позиции СБУ, россияне 26 марта прибыли на территорию Украины и были расквартированы в Луганске.
10 февраля Голосеевский районный суд Киева продлил меру пресечения в виде содержания под стражей Ерофееву и Александрову до 9 апреля 2016 года. Слушания дела проходили при усиленных мерах безопасности. СБУ заявляла о предотвращении покушения на жизнь Ерофеева и Александрова.
Среди доказательств обвинение предъявило перехваты телефонных переговоров, участниками которых якобы являются российские военные офицеры Константин Напольский, Олег Вечков и Сергей Кузовлев, обсуждающие поиск Александрова и Ерофеева.
18 апреля коллегия судей Голосеевского районного суда Киева — Николай Дидык, Александр Бойко и Елена Первушина приговорила обоих к 14 годам лишения свободы, признав виновными, в том числе, в агрессивном ведении войны. Приговор вступил в силу 23 мая 2016 года.

### События вокруг процесса
В марте 2016 года, за месяц до окончания процесса, уехав в Одессу не вернулся адвокат Александрова Юрий Грабовский, начавший участвовать в процессе с сентября 2015 года. Незадолго до исчезновения он заявлял о проникновении в свой дом грабителей. Через три недели следователи обнаружили его труп, закопанный в саду в Черкасской области. Были задержаны двое подозреваемых в убийстве, по версии следствия Грабовский был похищен и убит. Прокуратура Украины в ходе расследования обнародовала видео, записанное после похищения Грабовского, где он говорил, что отказывается от защиты Александрова. После исчезновения Грабовского адвокату Оксане Соколовской по решению суда была предоставлена охрана.
13 марта 2016 года в квартиру Кирилла Вереса, разведчика 92-й отдельной механизированной бригады ВСУ и одного из свидетелей по делу, проникли двое неизвестных. Они связали и допросили его жену, после чего провели обыск и вскрыли сейф, забрав92-й деньги, документы и наградной пистолет (вручённый СБУ за задержание Ерофеева). Нападавшие задавали вопросы о Вересе, о Николюке, и оружии, изъятом при задержании. Верес отрицал связь налёта с уголовным делом против россиян, называя возможной причиной обвинения бригады в покрывании контрабанды
В отношении Соколовской было возбуждено уголовное дело о нанесении тяжких телесных повреждений (часть 1 статьи 121 УК Украины). По версии следствия, летом 2014 года она ударила ножом своего сожителя Михаила Крамаренко. По словам адвоката, Крамаренко угрожал ей и её ребёнку, а прокуратура так пытается вывести её из процесса.
В ночь на 8 апреля группа неизвестных с помощью «коктейлей Молотова» сожгла кабинет председательствующего по делу судьи Николая Дидыка.

## Экстрадиция
Сразу после попадания Александрова и Ерофеева в плен, пресса России и Украины начала активно обсуждать перспективы их обмена на находившуюся в России под следствием украинскую лётчицу Надежду Савченко.
Вопрос экстрадиции защита россиян называла политическим. После приговора Оксана Соколовская заявила об отказе защиты и её клиентов ходатайствовать о помиловании, так как мы не считаем приговор суда законным и обоснованным. В итоге прошение было подано 25 мая от имени детского омбудсмена.
Через несколько часов адвокат Александрова Валентин Рыбин сообщил о вылете борта с Александровым и Ерофеевым с Украины.
По данным журналиста Андрея Цаплиенко после обмена Ерофеев был убит ножом в подъезде своего дома, а Александров был отправлен в Сирию где почти сразу оказался в списке боевых потерь. Их адвокаты утверждают, что с ними все в порядке. 30 мая 2016 года в украинских СМИ вновь появилась информация о том, что Евгений Ерофеев был убит на пороге своей квартиры. ГУ МВД РФ опровергло информацию об убийстве.

## Реакция

### Позиция Российской Федерации
Минобороны РФ заявляли, что Александров и Ерофеев не являлись на момент задержания действующими военными, хотя «ранее действительно проходили службу в одном из соединений Вооружённых сил России». Согласно справке ведомства, они служили в одной части, но уволились в запас: Александров 12 декабря 2014 года, а Ерофеев — 10 марта 2015-го. При этом с 13 февраля Ерофеев, по этим документам, находился в отпуске.

### Позиция ЛНР
Представитель самопровозглашённой Луганской Народной Республики Сергей Козлов назвал попавших в плен «повстанцами». Согласно официальным документам, россияне поступили служить по контракту в Народную милицию ЛНР 12 января (Александров) и 17 февраля (Ерофеев) 2015 года.
В ЛНР Евгений Ерофеев и Александр Александров награждены медалями «За веру и волю».

### Позиция обвиняемых, их родственников и защиты
19 мая СБУ опубликовала видео допроса Александрова и Ерофеева, в котором они заявляли о прохождении воинской службы в 3-й отдельной бригаде спецназа в Тольятти в званиях сержанта и капитана. За месяц до задержания они были отправлены в Луганскую область в составе группы из 220 военнослужащих ГРУ и дислоцировались в Луганске, откуда выезжали на боевые дежурства по четыре-пять дней для разведки. В завязавшемся бою, по словам россиян, они были ранены и взяты в плен. Спустя несколько дней в интервью корреспонденту российской «Новой Газеты» Павлу Каныгину Александров заявлял об отправке на Украину в качестве действующего военного по приказу своего командования и просил журналиста помочь организовать встречу с российскими дипломатами, Ерофеев подтвердил, что не увольнялся из ВС РФ и описал своё пребывание в стране как «наблюдательную миссию», в ходе которой он «не вел никаких боевых действий», а «выполнял боевую задачу по наблюдению за сторонами, которые вели конфликт».
20 мая 2015 года в эфире государственного телеканала «Россия 24» жена Александрова Екатерина сказала, что её супруг уволился из армии за несколько месяцев до попадания в плен, а о его поездке на Украину ей не было известно. 21 мая отец Ерофеева в интервью этому же СМИ сообщит об увольнении своего сына из армии после Нового года.
В начале судебного процесса Александров и Ерофеев заявили, что добровольцами проходили службу в народной милиции ЛНР. Свои предыдущие показания они объявили данными под пытками.
По мнению защиты, полученные погибшим сержантом Пугачевым повреждения не могли появиться в результате выстрела из найденного у Александрова снайперской винтовки «Винторез» (отверстие в черепе размером 0,5 на 0,5 см, калибр оружия 9х39 мм). Привлечённые к процессу свидетели из вооружённых сил ЛНР настаивали, что украинский солдат был убит их соратником Игорем Житным.
Адвокаты обвиняемых заявляли о психологическом давлении на их клиентов со стороны следствия и прокуратуры, выразившемся в запрете на свидания с родственниками. По словам Грабовского, в ходе видеосъёмки россияне находились в состоянии болевого шока и под воздействием наркотических препаратов (омнопон, дроперидол, фентонил и другие препараты этой группы). Защита была готова привлечь к процессу представителей ЛНР, но не родственников обвиняемых.